# Камполи Апенино
Ка̀мполи Апенѝно (на италиански: Campoli Appennino, на местен диалект Campërë, Кампъръ) е село и община в Централна Италия, провинция Фрозиноне, регион Лацио. Разположено е на 650 m надморска височина. Населението на общината е 1756 души (към 2010 г.).